# Liam Grimshaw
Liam David Grimshaw (Burnley, 2 febbraio 1995) è un calciatore inglese, centrocampista o difensore svincolato.

## Carriera

### Club
Cresciuto nel settore giovanile del Manchester United, dopo una breve esperienza in prestito al Morecambe, con cui non colleziona presenze, il 2 settembre 2015 viene ceduto, sempre a titolo temporaneo, al Motherwell. Il 18 gennaio 2016 si trasferisce al Preston North End, con cui firma un biennale.
Il 31 gennaio 2017 passa in prestito al Chesterfield; il 31 agosto seguente fa ritorno al Motherwell, con cui si lega con un annuale. Il 16 maggio 2018 rinnova per un'altra stagione con il club scozzese.

### Nazionale
Ha giocato nella nazionale inglese Under-18.

## Statistiche

### Presenze e reti nei club
Statistiche aggiornate al 3 maggio 2024.
| Stagione             | Squadra             | Campionato          | Campionato | Campionato | Coppe nazionali | Coppe nazionali | Coppe nazionali | Coppe continentali | Coppe continentali | Coppe continentali | Altre coppe | Altre coppe | Altre coppe | Totale | Totale | Totale |
| Stagione             | Squadra             | Comp                | Pres       | Reti       | Comp            | Pres            | Reti            | Comp               | Pres               | Reti               | Comp        | Pres        | Reti        | Pres   | Reti   |        |
| -------------------- | ------------------- | ------------------- | ---------- | ---------- | --------------- | --------------- | --------------- | ------------------ | ------------------ | ------------------ | ----------- | ----------- | ----------- | ------ | ------ | ------ |
| sett. 2015-gen. 2016 | Motherwell          | SP                  | 14         | 0          | SC+CdL          | 1+1             | 0               | -                  | -                  | -                  | -           | -           | -           | 16     | 0      |        |
| 2016-gen. 2017       | Preston N.E.        | FLC                 | 5          | 0          | FACup+CdL       | 0+2             | 0               | -                  | -                  | -                  | -           | -           | -           | 7      | 0      |        |
| gen.-giu. 2017       | Chesterfield        | FL1                 | 13         | 0          | FACup+CdL       | -               | -               | -                  | -                  | -                  | EFLT        | -           | -           | 13     | 0      |        |
| ago. 2017            | Preston N.E.        | FLC                 | 0          | 0          | FACup+CdL       | 0+1             | 0               | -                  | -                  | -                  | -           | -           | -           | 1      | 0      |        |
| Totale Preston N.E.  | Totale Preston N.E. | Totale Preston N.E. | 5          | 0          |                 | 3               | 0               |                    | -                  | -                  |             | -           | -           | 8      | 0      |        |
| sett. 2017-2018      | Motherwell          | SP                  | 17         | 0          | SC+CdL          | 2+2             | 0               | -                  | -                  | -                  | -           | -           | -           | 21     | 0      |        |
| 2018-2019            | Motherwell          | SP                  | 31         | 0          | SC+CdL          | 0+3             | 0               | -                  | -                  | -                  | -           | -           | -           | 34     | 0      |        |
| 2019-2020            | Motherwell          | SP                  | 25         | 0          | SC+CdL          | 2+4             | 0               | -                  | -                  | -                  | -           | -           | -           | 31     | 0      |        |
| 2020-2021            | Motherwell          | SP                  | 14         | 0          | CdL             | 1               | 0               | UEL                | 2                  | 0                  | -           | -           | -           | 17     | 0      |        |
| 2021-2022            | Motherwell          | SP                  | 14         | 1          | SC+CdL          | 0+1             | 0               | -                  | -                  | -                  | -           | -           | -           | 15     | 1      |        |
| Totale Motherwell    | Totale Motherwell   | Totale Motherwell   | 115        | 1          |                 | 17              | 0               |                    | 2                  | 0                  |             | -           | -           | 134    | 1      |        |
| 2022-2023            | Greenock Morton     | SC                  | 30         | 0          | SC+CdL          | 2+0             | 0               | -                  | -                  | -                  | SCC         | 1           | 0           | 33     | 0      |        |
| 2023-2024            | Dundee Utd          | SC                  | 33         | 0          | CS+CdL          | 1+3             | 0               | -                  | -                  | -                  | SCC         | 3           | 0           | 40     | 0      |        |
| Totale carriera      | Totale carriera     | Totale carriera     | 196        | 1          |                 | 26              | 0               |                    | 2                  | 0                  |             | 4           | 0           | 228    | 1      |        |

## Palmarès

### Club

#### Competizioni nazionali
- Scottish Championship: 1

Dundee United: 2023-2024